# Ñuble (vùng)
vùng Ñuble (tiếng Tây Ban Nha: Región de Ñuble), kể từ ngày 5 tháng 9 năm 2018 là một trong 16 vùng của Chile. Vùng có diện tích 13.178,5 km2 (5.088 dặm vuông Anh), là vùng nhỏ nhất của Chile, và gồm có 21 xã. Dân số vùng Ñuble là 480.609 người. Thủ phủ vùng là Chillán.
Theo một nghiên cứu vào năm 2021, vùng Ñuble là một trong ba vùng của Chile dễ bị ảnh hưởng bởi chế độ gia đình trị và "bắt cóc thượng lưu".

## Lịch sử
Vùng này đóng một vai trò nổi bật trong lịch sử và văn hóa của Chile. Nhiều người yêu nước đấu tranh cho độc lập, tổng thống, chính trị gia và nghệ sĩ, như nghệ sĩ dương cầm Claudio Arrau và nhà văn học dân gian Violeta Parra, được sinh ra ở đây.
Vào ngày 20 tháng 8 năm 2015, Tổng thống Michelle Bachelet đã ký dự luật chuyển đổi tỉnh Ñuble thành một vùng và quy trình lập pháp bắt đầu vào ngày 1 tháng 9 năm 2015. Vào tháng 9 năm 2017, luật về thành lập tỉnh được đăng trên Công báo, với quy định rằng luật sẽ có hiệu lực sau một năm kể từ ngày đăng, tức ngày 5 tháng 9 năm 2018.

## Địa lý
Theo điều tra dân số năm 2002 của Viện Thống kê Quốc gia (INE), vùng này có diện tích 13.178,5 km2 với dân số 438.103 người (217.024 nam và 221.079 nữ). Mật độ dân số là 33,2 người/km2, với 285.108 (65,1%) cư dân ở khu vực thành thị và 152.995 (34,9%) ở khu vực nông thôn. Giữa các cuộc điều tra dân số năm 1992 và 2002, dân số tăng 4,5% (18.854 người).

## Hành chính
Vùng Ñuble có 3 tỉnh và 21 xã.
| Xã của vùng Ñuble | Xã của vùng Ñuble |                 |
| --- | ----------------- | --------------- |
| \| Tỉnh \| Thủ phủ \| Xã \| \| --------- \| ---------- \| --------------- \| \| Itata \| Quirihue \| 1 Cobquecura \| \| Itata \| Quirihue \| 2 Coelemu \| \| Itata \| Quirihue \| 3 Ninhue \| \| Itata \| Quirihue \| 4 Portezuelo \| \| Itata \| Quirihue \| 5 Quirihue \| \| Itata \| Quirihue \| 6 Ránquil \| \| Itata \| Quirihue \| 7 Treguaco \| \| Diguillín \| Bulnes \| 8 Bulnes \| \| Diguillín \| Bulnes \| 9 Chillán Viejo \| \| Diguillín \| Bulnes \| 10 Chillán \| \| Diguillín \| Bulnes \| 11 El Carmen \| \| Diguillín \| Bulnes \| 12 Pemuco \| \| Diguillín \| Bulnes \| 13 Pinto \| \| Diguillín \| Bulnes \| 14 Quillón \| \| Diguillín \| Bulnes \| 15 San Ignacio \| \| Diguillín \| Bulnes \| 16 Yungay \| \| Punilla \| San Carlos \| 17 Coihueco \| \| Punilla \| San Carlos \| 18 Ñiquén \| \| Punilla \| San Carlos \| 19 San Carlos \| \| Punilla \| San Carlos \| 20 San Fabián \| \| Punilla \| San Carlos \| 21 San Nicolás \| |                   |                 |
| Tỉnh | Thủ phủ           | Xã              |
| Itata | Quirihue          | 1 Cobquecura    |
| Itata | Quirihue          | 2 Coelemu       |
| Itata | Quirihue          | 3 Ninhue        |
| Itata | Quirihue          | 4 Portezuelo    |
| Itata | Quirihue          | 5 Quirihue      |
| Itata | Quirihue          | 6 Ránquil       |
| Itata | Quirihue          | 7 Treguaco      |
| Diguillín | Bulnes            | 8 Bulnes        |
| Diguillín | Bulnes            | 9 Chillán Viejo |
| Diguillín | Bulnes            | 10 Chillán      |
| Diguillín | Bulnes            | 11 El Carmen    |
| Diguillín | Bulnes            | 12 Pemuco       |
| Diguillín | Bulnes            | 13 Pinto        |
| Diguillín | Bulnes            | 14 Quillón      |
| Diguillín | Bulnes            | 15 San Ignacio  |
| Diguillín | Bulnes            | 16 Yungay       |
| Punilla | San Carlos        | 17 Coihueco     |
| Punilla | San Carlos        | 18 Ñiquén       |
| Punilla | San Carlos        | 19 San Carlos   |
| Punilla | San Carlos        | 20 San Fabián   |
| Punilla | San Carlos        | 21 San Nicolás  |

## Văn hóa

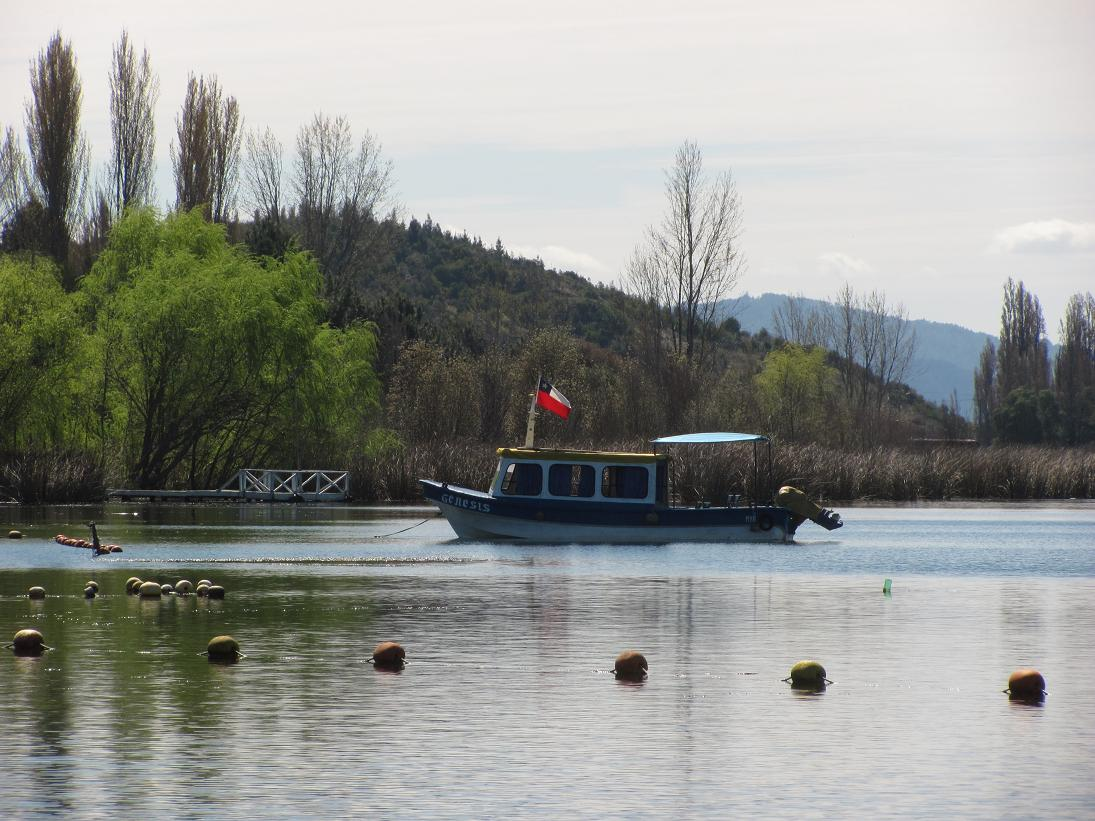
Hồ Avendaño nằm tại Quillón.

Ñuble có rất nhiều điểm thu hút khách du lịch, bao gồm:
- Termas de Chillán là khu phức hợp du lịch mùa đông và mùa hè của vùng, nằm giữa những khu rừng nghìn năm tuổi và nguồn nước nóng vô tận.
- Xã Pinto, cách Chillán 24 km về phía đông nam, là một khu vực nông nghiệp với một số vùng nông thôn xinh đẹp, có hệ động thực vật bản địa .
- Lleuques là một điểm tắm cordillerano nằm cạnh sông Rengado và có những địa điểm tuyệt đẹp được những ngọn núi bao quanh.
- Cobquecura nằm ở khu vực ven biển, có một số bãi biển và địa điểm để du ngoạn (như đồi Calvario).
- Xã Quillón là nơi có phá Avendaño, có trượt nước, bơi lội, chèo thuyền.
- Xã San Fabián de Alico, có phong cảnh đẹp, là địa điểm tuyệt vời để du ngoạn, cắm trại và câu cá.

Các địa điểm hấp dẫn khác là Chợ và Hội chợ Chillán, một trong những trung tâm thủ công đẹp và quan trọng cao của Chile. Bức tranh tường của Siqueiros đã được Chính phủ Mexico gửi tặng. Ngoài ra còn có Công viên Tưởng niệm Bernardo O'Higgins ở địa phương Chillán Viejo.
Trong số các hoạt động đặc trưng của Ñuble có nghề thủ công, đặc biệt là ở các địa phương Quinchamalí (được coi là một trong những nơi sản xuất thủ công gốm đất sét trắng quan trọng của đất nước), Coihueco (đặc trưng bởi chạm khắc gỗ và dệt cửi), Ninhue và San Fabian de Alico.
Trong những năm gần đây, Ñuble đã củng cố  ngành lâm nghiệp quan trọng, nhờ có điều kiện khí hậu thuận lợi, đất đai thuận lợi cho việc phát triển rừng trồng các loại cây phát triển nhanh như pinus radiata và eucalyptus globulus.
Thung lũng Itata là một vùng rượu vang tại miền nam Chile và là một chỉ dẫn địa lý được bảo vệ. Thung lũng nằm tại Ñuble, 420 kilômét (260 dặm) từ thủ đô Santiago, và 65 kilômét (40 dặm) từ cảng chính Concepción. Đây là vùng cực bắc trong số ba vùng rượu vang miền nam của Chile, và trải dài khoảng 60 dặm (97 km) từ bắc xuống nam và khoảng cách tương tự từ đông sang tây.